# Turtle Islands
Turtle Islands (îles de la tortue) est une municipalité de la province de Tawi-Tawi dans les Philippines constituée de sept îles à distance du chef-lieu de province et à proximité des côtes de Bornéo. Cinq de ses îles sont habitées.    
Selon le recensement de 2010, la population des îles comprend 3 772 habitants.

## Liste des îles
Les îles se situent en totalité en mer de Sulu. Ce sont:
- Sibaung, la plus à l'ouest ;
- Boaan (ou Boan), la deuxième plus grande île du groupe avec une superficie de 76 hectares et une altitude de 59 mètres ;
- Lihiman, île corallienne ;
- Great Bakkungan ;
- Langaan, île corallienne ;
- Taganak, d'origine volcanique et la plus grande île du groupe avec une superficie d'environ 116 hectares et une altitude culminant à 148 mètres ;
- Baguan, la plus orientale des îles, d'origine volcanique.

L'ensemble constitue une seule municipalité subdivisée en deux barangays

## Histoire
Les îles, avec Mapun, étaient au début du XXe siècle sous obédience du Royaume-Uni et administrées avec le territoire adjacent du Bornéo du Nord (État actuel de Sabah en Malaisie) alors protectorat britannique. Sous l'égide de la Société des Nations, un traité du 2 janvier 1930 rétrocéda les sept îles, ainsi que Mapun aux États-Unis qui contrôlaient les Philippines. Elles passèrent sous souveraineté philippine lors de l'accession du nouvel État à l'indépendance. Trois autres îles du groupe qui n'avaient pas été remis par le Royaume-Uni font maintenant partie de la Malaisie, et font partie du parc national malaisien Turtle Islands.

## Conservation des tortues marines
En 1996, les îles ont été déclarées zone protégée pour les tortues vertes par les gouvernements des Philippines et de la Malaisie, afin de garantir la pérennité des tortues vertes et de leurs sites de nidification. La visite de ces zones est uniquement possible avec des directives strictes et sous la supervision des fonctionnaires du gouvernement.
De la fin août jusqu'à décembre, les tortues viennent par centaines des eaux côtières environnantes, pour creuser et poser leurs œufs dans le sable. Le personnel du projet de conservation a réussi à convaincre les habitants de la nécessité de réduire leurs activités de collecte . La population locale est maintenant impliquée dans l'aide aux activités de protection.